# Scissionisti di Secondigliano
Gli Scissionisti di Secondigliano detti anche clan Amato-Pagano sono un gruppo camorristico legato al territorio napoletano, fortemente dedito al traffico internazionale di droga.
Il clan è conosciuto anche come "gli spagnoli", grazie alla forte presenza dell'organizzazione in territorio spagnolo, principalmente nelle regioni di Costa del Sol e Barcellona.
L'organizzazione, capeggiata da Raffaele Amato e staccatosi (scissa) nel 2004 dalla famiglia dei Di Lauro (da qui il nome "Scissionisti"), ha iniziato un'attività camorristica parallela nell'ambito della camorra napoletana.

## Boss
- 2004-2009 — Raffaele Amato — Arrestato a Marbella il 17 aprile 2009.[3]
- 2004-2010 — Cesare Pagano — Arrestato il 8 luglio 2010.[4]
- 2010-2014 — Mariano Riccio — Arrestato il 4 febbraio 2014.[5]
- 2014-2017 — Rosaria Pagano — Sorella di Cesare Pagano e vedova di Pietro Amato, fratello di Raffaele Amato. Arrestata il 17 gennaio 2017.[6]

## Storia
Alla fine degli anni novanta, Paolo Di Lauro è un boss di portata internazionale; gestisce un enorme traffico di stupefacenti (eroina, cocaina, marijuana, hashish e droghe sintetiche) che attraversa un'immensa area geografica e che ha come capitale proprio il quartiere napoletano di Secondigliano, affiancato nell'attività dai vicini comuni di Melito, Casavatore e Mugnano di Napoli. 
Già nel 1999, dunque cinque anni prima che la faida esplodesse in tutta la sua drammaticità, c'erano però stati forti contrasti all'interno dei sottogruppi criminali per il controllo del traffico di droga a Scampia e Secondigliano. A creare tensione era stato l'arresto di un corriere del Rione Monterosa che il sottogruppo egemone riteneva frutto di una soffiata da parte di un sottogruppo rivale.
Nel 2002 è il provvedimento restrittivo nei confronti del boss Paolo Di Lauro a creare altre tensioni nell'organizzazione, in quanto al vertice della piramide subentrano i figli Vincenzo (19 luglio 1975), Ciro (29 maggio 1978), Marco (Napoli, 16 giugno 1980) e soprattutto Cosimo Di Lauro (8 dicembre 1973), che cominciano a ringiovanire il parco dei capi-piazza con personale a loro fidato. La guerra nasce al ritorno a Napoli di Raffaele Amato, ex fedelissimo dei Di Lauro che si era allontanato dall'Italia (rifugiandosi in Spagna, da qui il soprannome degli scissionisti, definiti in modo sprezzante dai rivali "gli spagnoli") dopo essere stato accusato dai figli di Paolo Di Lauro di essersi impossessato di somme di denaro dell'organizzazione. Al suo rientro Amato si allea con alcuni componenti del clan che non erano soddisfatti delle iniziative prese dai figli di "Ciruzzo 'o Milionario".
Queste contrapposizioni sarebbero all'origine della lunga serie di omicidi che avvengono a cadenza quasi quotidiana da ottobre 2004 fino a febbraio 2005, ad ogni ora del giorno tra la folla. 
Tra le file degli scissionisti troviamo:
- Cesare Pagano (Napoli, 22 ottobre 1969),
- Vincenzo Notturno (Napoli, 25 agosto 1977)
- Gennaro Notturno (Napoli, 6 febbraio 1971),
- Arcangelo Abete (Napoli, 6 ottobre 1969), arrestato il 23 novembre 2011,
- Vincenzo Pariante (Napoli, 8 febbraio 1952)
- Rosario Pariante (1956),
- Raffaele Amato (Napoli, 16 novembre 1965), detto 'o Lello, narcotrafficante internazionale arrestato poi in Spagna[8];
- Gennaro Marino (Napoli, 24 ottobre 1969), detto Genny McKay, influente a Scampia ed ex-fedelissimo di Paolo Di Lauro (Napoli, 26 agosto 1953)[8];
- Giacomo Migliaccio (Napoli, 29 giugno 1959), di Mugnano[9];
- Raffaele Abbinante (1949), di Marano di Napoli[10];
- Biagio Esposito (Napoli, 6 dicembre 1972), di Secondigliano[8][11].

## Zone di influenza
Sottogruppi legati agli Scissionisti si trovano anche nelle altre zone dell'area nord di Napoli, quali Arzano, Casalnuovo di Napoli, Casavatore, Casoria, Melito di Napoli,  Mugnano di Napoli. Sono presenti anche in Spagna, a Barcellona (per questo motivo vengono chiamati gli "spagnoli").

## Gli arresti
- Il 12 febbraio 2009 viene arrestata Ketty Gabriele (all'anagrafe Ugo), che gestiva per gli scissionisti il traffico di stupefacenti tra la Spagna e Scampia[12].
- Il 17 maggio 2009 la Polizia di Napoli arresta in Spagna il capocamorra degli scissionisti Raffaele Amato, latitante dal 2006[13].
- Il 25 maggio 2009 Antonio Bastone (30), pregiudicato appartenente al gruppo degli Scissionisti di Secondigliano e latitante dal gennaio 2008, è stato arrestato dai Carabinieri della Compagnia di Casoria in un appartamento a Mugnano di Napoli. Dopo l'emissione di un'ordinanza di custodia cautelare in carcere emessa dalla Magistratura, con l'accusa di traffico di sostanze stupefacenti.[14]
- Il 17 febbraio 2011 Domenico Antonio Pagano (44 anni), latitante dall'aprile del 2009, è stato arrestato dalla Polizia in un appartamento a Cicciano.[15]
- Il 7 giugno 2011 viene arrestato il latitante Carmine Amato, considerato dagli inquirenti il reggente del clan. Ricercato dal 2009, si nascondeva in una villetta sulla collina dei Camaldoli.[16]